# جولدوين سميث
جولدوين سميث (13 أغسطس 1823-7 يونيو 1910) مؤرخ وصحفي بريطاني نشط في الولايات المتحدة وكندا. وقام بالتدريس في ستينيات القرن التاسع عشر في جامعة كورنيل بالولايات المتحدة.

## الحياة والوظيفة
ولد سميث في ريدينغ ، بيركشاير. تلقى تعليمه في كلية إيتون وكلية ماجدالين ، أكسفورد، وبعد مسيرة مهنية رائعة في المرحلة الجامعية، تم انتخابه في زمالة في جامعة أكسفورد. تم انتخابه لقضية الإصلاح الجامعي مع زميله في الكلية الجامعية آرثر بنرين ستانلي في اللجنة الملكية لعام 1850 للتحقيق في إصلاح الجامعة، التي كان ستانلي سكرتيرًا لها عمل سميث كسكرتير مساعد؛ وكان آنذاك سكرتيرًا للمفوضين المعينين بموجب قانون 1854. وتم الاعتراف بمنصبه كسلطة في إصلاح التعليم من خلال مقعد في لجنة التعليم الشعبي عام 1858. في عام 1868، عندما كانت مسألة الإصلاح في أكسفورد تزداد حدة مرة أخرى، نشر كتيبًا بعنوان إعادة تنظيم جامعة أكسفورد.
في عام 1865، قاد معارضة جامعة أكسفورد لاقتراح لتطوير كريبلي ميدو شمال محطة سكة حديد أكسفورد لاستخدامها كموقع رئيسي لورش عمل سكة حديد جريت ويسترن Great Western Railway ، كان والده مديرا لـ جريت ويسترن. وبدلاً من ذلك، أقيمت ورش العمل في سويندون. كان يعلن تعاطفه مع الشمال خلال الحرب الأهلية الأمريكية، لا سيما في خطاب ألقاه في قاعة التجارة الحرة مانشستر في أبريل 1863 ووجه فيها رسالته إلى عضو يميني في رابطة الاستقلال الجنوبية في العام التالي.
إلى جانب قانون اختبارات الجامعات1871، الذي ألغى الاختبارات الدينية، اقترح سميث العديد من الإصلاحات، مثل إحياء الكليات، وإعادة تنظيم شؤون المدرسين، وإلغاء العزوبة كشرط من شروط فترة الزمالة، ودمج الكليات لأغراض إلقاء المحاضرات في عام 1877، أو بعض الاقتراحات الأخرى التي تم تبنيها لاحقًا من قبل الجامعة. حيث أعطى سميث «نصيحة الكمال» التي مفادها أن امتحانات «النجاح» يجب أن تتوقف؛  لكنه أدرك أن هذا التغيير، يجب أن ينتظر إعادة تنظيم المؤسسات التعليمية التي تقع تحت الجامعة مباشرة، وكان يتطلع إلى أن ينجذب المستعمرون والأمريكيون إلى أكسفورد والذي تحقق لاحقًا بإرادة سيسيل رودس بالتركيز على مشكلتين: ماهية المشكلة الحيوية للتعليم الحديث، وكذلك مسألة اللغات القديمة مقابل اللغات الحديثة، وقد أوضح سميث حول المشكلة الأخيرة «أنها إنجازات لا غنى عنها، لكنها لا تشكل تدريبًا عقليًا عاليًا».

## سنوات أكسفورد

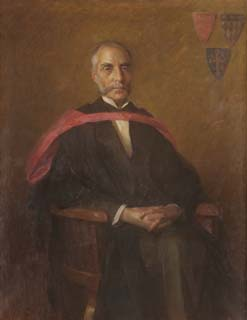
صورة لـ جولدوين سميث - السير إدموند ويلي جرير 1894

شغل سميث منصب الأستاذية ريجيوس للتاريخ الحديث في أكسفورد من 1858 إلى 1866، قال «إن التاريخ القديم، إلى جانب التميز الذي لا مثيل له للكتاب، هو أفضل أداة لتنمية الحس التاريخي»، تعدد اهتمامات سميث منعه من التركيز على موضوع واحد. من أهم كتاباته التاريخية الرئيسية مثلا: المملكة المتحدة: تاريخ سياسي (1899)، والولايات المتحدة: مخطط تفصيلي للتاريخ السياسي (1893)، فعلى الرغم من أنها تستند إلى معرفة شاملة بموضوعها، إلا أنها لا تقدم أي مطالبة بالبحث الأصلي، ولكنها أمثلة رائعة من السرد المقتضب والرائع.
كان اندلاع الحرب الأهلية الأمريكية نقطة تحول في حياته، فعلى عكس معظم الطبقات الحاكمة في إنجلترا، دافع سميث عن قضية الشمال، من خلال كتاباته ومنشوراته، مثل: «هل يقر الكتاب المقدس العبودية الأمريكية؟»(1863)، فلعب دورا بارزا في تحويل الرأي الإنجليزي. ولذلك وأثناء زيارته لأمريكا في جولة لإلقاء محاضرة عام 1864، تلقى ترحيباً حاراً، وتم استضافته في مأدبة عامة في نيويورك، حيث دعاه أندرو ديكسون وايت، رئيس جامعة كورنيل في إيثاكا، نيويورك، لتولي منصب تدريسي في المؤسسة التي تم تأسيسها حديثًا. ولكن لم يتولى هذا المنصب إلا بعد حدوث تغيير جذري في ظروف سميث الشخصية التي أدت إلى رحيله عن إنجلترا في عام 1868. حيث استقال من كرسيه في أكسفورد في عام 1866 من أجل رعاية والده الذي تعرض لإصابة دائمة في حادث سكة حديد في خريف عام 1867، وعندما عندما تغيب سميث لفترة وجيزة، انتحر والده. ربما يلوم نفسه على المأساة، فقرر الانتقال إلى أمريكا الشمالية.

## سنوات كورنيل
أمضى سميث وقتا قصيرا في جامعة كورنيل، لكن تأثيره هناك كان كبيرًا. فقد شغل منصب أستاذ اللغة الإنجليزية والتاريخ الدستوري في قسم التاريخ بجامعة كورنيل من عام 1868 إلى عام 1872 لكن إضافة سميث إلى أعضاء هيئة التدريس في كورنيل أعطت الجامعة التي افتتحت حديثًا «مصداقية فورية». كان سميث أحد المشاهير الأكاديميين، وكانت محاضراته تُطبع أحيانًا في صحف نيويورك. وخلال تلك الفترة لم يقبل أي راتب من الجامعة بل قدم الكثير من الدعم المالي للمؤسسة. وفي عام 1869 تم شحن مكتبته الشخصية من إنجلترا وتبرع بها لجامعة كورنيل. عاش في قاعة كاسكاديلا بين الطلاب، وكان محبوبًا جدًا منهم وفي العام 1871 ، انتقل سميث إلى تورنتو للعيش مع الأقارب، لكنه احتفظ بمقعد الأستاذ الفخري في جامعة كورنيل وكان يعود إلى الحرم الجامعي بشكل متكرر لإلقاء المحاضرات. عندما كان يفعل ذلك، كان يصرعلى البقاء مع الطلاب في قاعة كاسكاديلا بدلاً من الإقامة في فندق، وقد ترك سميث الجزء الأكبر من ممتلكاته للجامعة في وصيته.

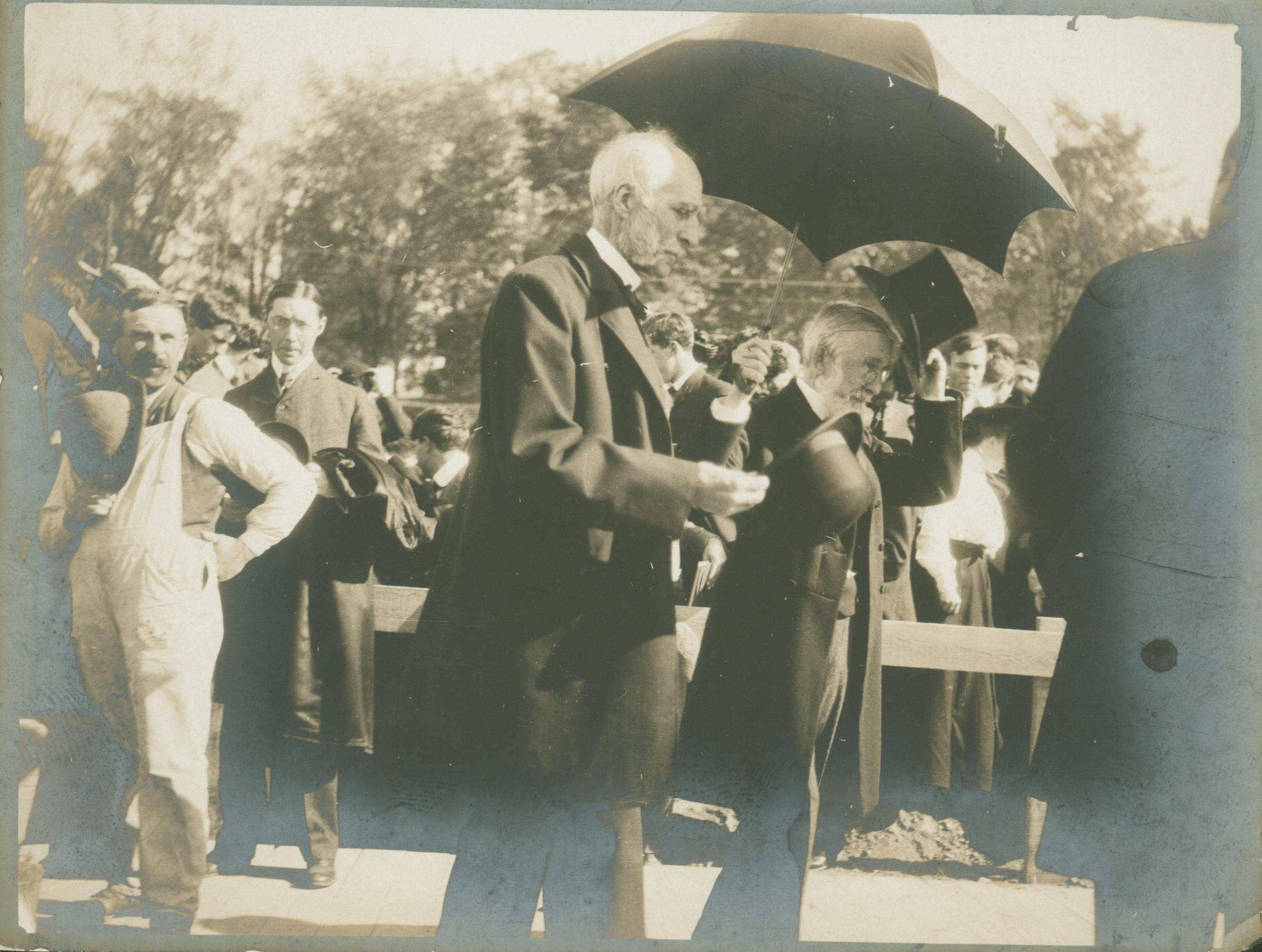
افتتاح قاعة جولدوين سميث عام 1906

رحيل سميث المفاجئ عن كورنيل سببه طقس إيثاكا، والعزلة الجغرافية لكورنيل، وكذلك صحة سميث، إضافة إلى التوترات السياسية بين بريطانيا وأمريكا، لكن يبدو أن العامل الحاسم في رحيل سميث كان قرار الجامعة قبول النساء فقد أخبر سميث أندرو ديكسون وايت أن قبول النساء سيؤدي إلى هبوط كورنيل على الفور من مرتبة جامعة إلى مرتبة مدرسة ثانوية وأن كل آمال العظمة المستقبلية ستضيع من خلال قبول النساء
في 19 يونيو 1906، تم تخصيص أكبر مبنى في كورنيل وتسميته «قاعة جولدوين سميث»، في ذلك الوقت كان أول مبنى مخصص للعلوم الإنساني، بالإضافة إلى أول منزل لكلية الآداب والعلوم في الجامعة الذي وضع سميث شخصيًا حجر الأساس له في أكتوبر 1904، وحضر إهداء عام 1906 ولاحظت صحيفة كورنيل نيوز خلال تلك المناسبة، وكتبت: «في محاولة للتعبير عن الاحترام والمودة التي يشعر بها جميع سكان كورنيل تجاه جولدوين سميث، فإنهم يحاولون القيام بمهمة ميؤوس منها. إن وجوده هنا موضع تقدير لأنه لا يمكن أن يكون كحضور أي شخص آخر»

## تورنتو

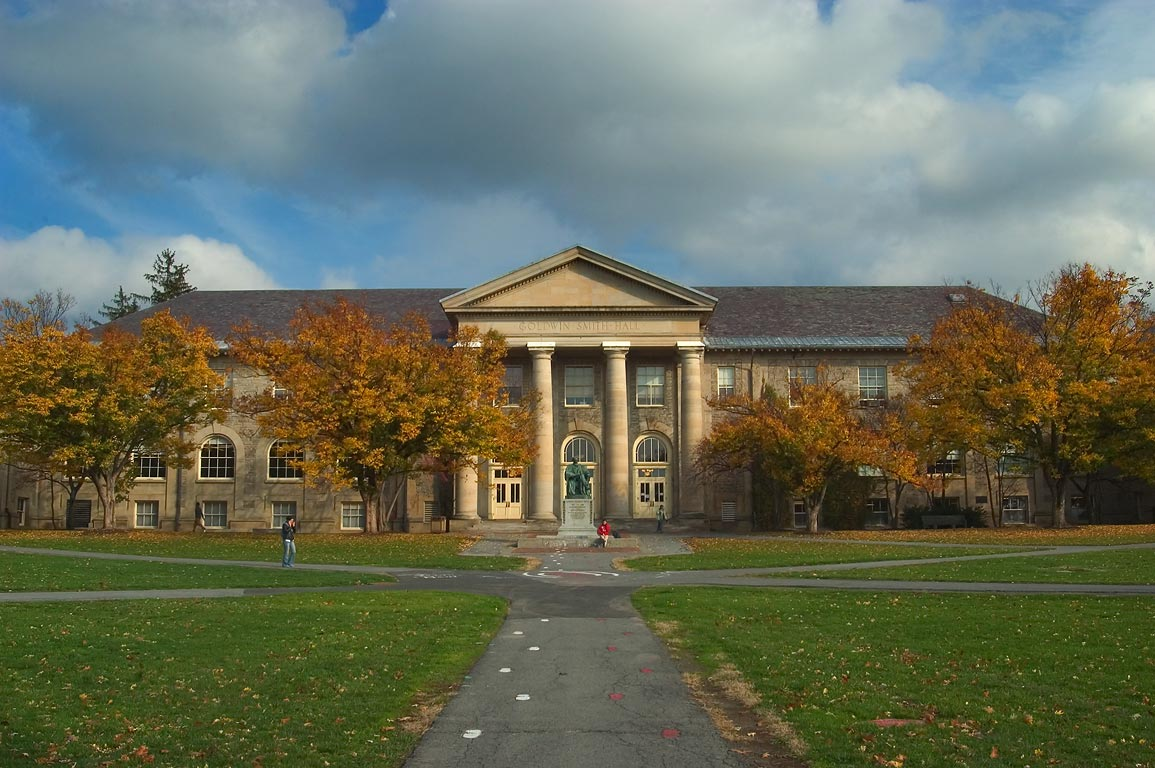
آرتس كواد وقاعة جولدوين سميث

في تورنتو، قام سميث بتحرير مجلة كانيديان مونثلي، ثم أسس مجلة ويك آند بايستاندر وأمضى بقية حياته في عزبة ذا غرانج (تورنتو).
في عام 1893، تم انتخاب سميث عضوًا في جمعية الآثار الأمريكية في سنواته الأخيرة، عبر عن آرائه في مجلة أسبوعية تدعى ذا فارمرز صن، ونشرت في عام 1904 رسائل اعرضية إلى سبيكتاتور أنه لم يفقد اهتمامه بالسياسة الإنجليزية والمسائل الاجتماعية ولا مواهبه الرائعة وأسلوبيته. وتوفي في مقر إقامته في تورنتو

## معارضة الإمبريالية

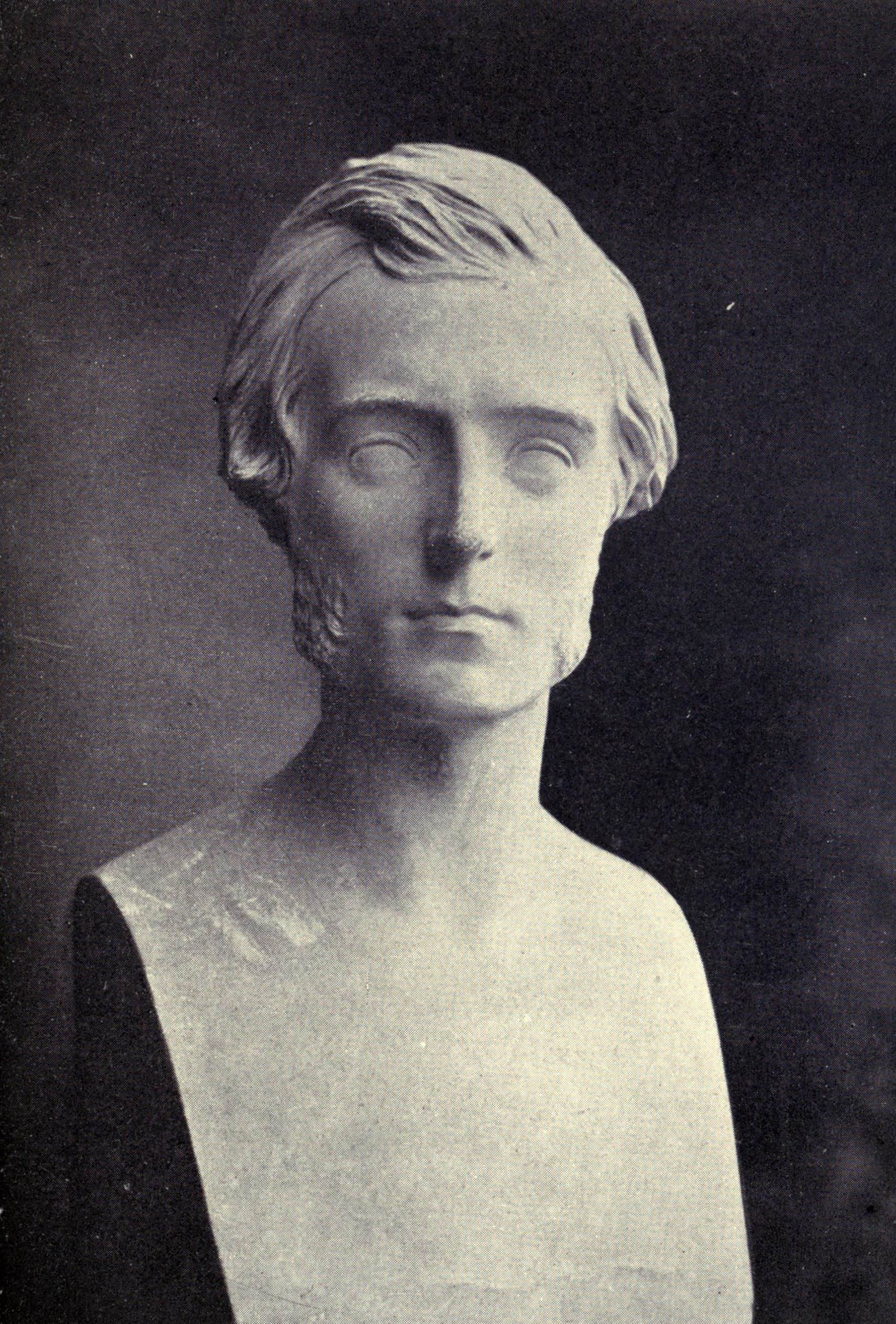
تمثال نصفي لجولدوين سميث

عرف سميث بأنه مناهض للإمبريالية، واصفا نفسه بأنه «مناهض للإمبريالية حتى النخاع». على الرغم من ذلك، فقد أعجب بجوانب الإمبراطورية البريطانية. وفي حديثه عن موضوع الحكم البريطاني في الهند، زعم سميث أنه «من أشرف الحكم الذي شهده العالم. . . لم تكن هناك مثل هذه المحاولة من قبل لجعل الفتح خادمًا للحضارة. حول الاحتفاظ بالهند ليس هناك من شك. إنجلترا لديها واجب حقيقي هناك». ظل سميث يعارض بحزم منح بريطانيا حكومة أكثر تمثيلاً للهند، معربًا عن مخاوفه من أن يؤدي ذلك إلى «فوضى قاتلة».

## معاداة السامية
كان سميث يحمل آراء قوية معادية للسامية وصفه الأستاذ في جامعة ماكماستر آلان مندلسون بأنه «أكثر معاداة السامية شراسة في العالم الناطق بالإنجليزية»، أشار سميث إلى اليهود على أنهم «طفيليات» تمتص «ثروة المجتمع دون أن يضيفوا إليها» درس البحث الذي أجراه جلين سي ألتشولر وإسحاق كرامنيك كتابات سميث عن اليهود، والتي ادعت أنهم مسؤولون عن شكل من أشكال «النفور» الذي أثاروه في الآخرين، بسبب تأكيده على «شخصيتهم وعاداتهم الغريبة»، بما في ذلك «انشغالهم بجني الأموال» مما جعلهم«أعداء الحضارة». كما شوه سمعة بريت ملاه، وهي طقوس يهودية للختان، باعتبارها «طقوسًا براقة»، واقترح إما استيعاب اليهود ثقافيًا أو ترحيلهم إلى فلسطين كحل " للمشكلة اليهودية"
كتب سميث أن «الهدف اليهودي كان دائمًا هو نفسه منذ العصر الروماني. يقولون نحن نعتبر عرقنا متفوقًا على البشرية جمعاء، ولا نسعى إلى اتحادنا النهائي مع الأعراق الأخرى، بل نسعى إلى انتصارنا النهائي عليهم.» كان له تأثير قوي على وليام ليون ماكنزي كينج وهنري بوورس اقترح في كتابات أخرى أن اليهود والعرب من نفس العرق كما كان يعتقد أن الاضطهاد الإسلامي لغير المسلمين كان لعوامل اقتصادية.
في ديسمبر 2020 ، صوت مجلس أمناء جامعة كورنيل لإزالة اسم سميث من الألقاب الفخرية الإثني في جامعة كورنيل. اتخذ المجلس هذا الإجراء بسبب آراء سميث «العنصرية والمتحيزة جنسياً والمعادية للسامية»

## ميراث

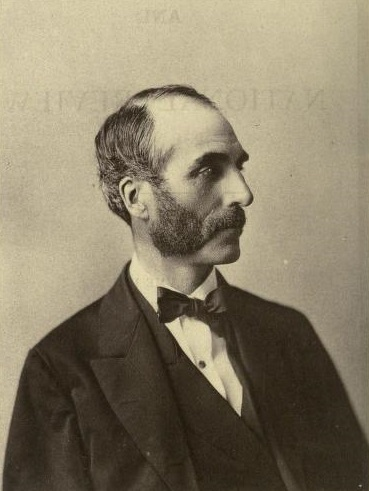
صورة جولدوين سميث

يُنسب إلى جولدوين سميث الاقتباس «فوق كل الأمم الإنسانية»، وهو نقش محفور على مقعد حجري قدمه إلى كورنيل في مايو 1871، هذا الاقتباس هو شعار جامعة هاواي والمؤسسات الأخرى حول العالم (على سبيل المثال، نادي كوزموبوليتان في جامعة إلينوي في أوربانا شامبين
مقعد حجري آخر منقوش عليه الشعار، موجود في حرم جامعة بوغازيتشي في اسطنبول. إنه يجلس مع رؤية واضحة على المدينة.
بعد وفاته، نُصبت لوحة تذكارية في خارج مسقط رأسه في وسط مدينة ريدينغ. لا يزال هذا موجودًا، خارج مدخل هاريس أركيد.

## أشهر أعماله
- 1861 - الدين العقلاني والاعتراضات العقلانية لمحاضرات بامبتون لعام 1858.
- 1861 - تأسيس المستعمرات الأمريكية.
- 1861 - دراسة التاريخ.
- 1863 - الإمبراطورية: سلسلة من الرسائل.
- 1863 - هل يقر الكتاب المقدس العبودية الأمريكية؟
- 1863 - حول بعض النتائج المفترضة لعقيدة التقدم التاريخي.
- 1864 - رسالة إلى عضو يميني في جمعية الاستقلال الجنوبية.
- 1864 - نداء لإلغاء الاختبارات في جامعة أكسفورد.
- 1865 - الحرب الأهلية في أمريكا.
- 1865 - إنجلترا وأمريكا.
- 1865 - محاضرات في دراسة التاريخ.
- 1867 - ثلاثة رجال دولة إنجليز.
- 1868 - إعادة تنظيم جامعة أكسفورد.
- 1871 - الأزمة الأوروبية عام 1870.
- 1878 - المصير السياسي لكندا.
- 1880 - كاوبر.
- 1881 - محاضرات ومقالات.
- 1882 - بريطانيا العظمى وأمريكا وأيرلندا.
- 1883 - آمال كاذبة: أو مغالطات، اشتراكية وشبه اشتراكية.
- 1885 - الاعتدال مقابل التحريم.
- 1886 - الفصل لا علاج: عنوان.
- 1887 - الانشقاق في العرق الأنجلو ساكسوني.
- 1888 - الاحتفال بعيد الميلاد.
- 1888 - رحلة إلى إنجلترا.
- 1890 - حياة جين اوستن.
- 1891 - كندا والمسألة الكندية.
- 1891 - الولاء.
- 1893 - مقالات عن أسئلة اليوم.
- 1893 - أكسفورد وكلياتها.
- 1893 - الولايات المتحدة: مخطط للتاريخ السياسي.
- 1893 - أوراق الغار: ترجمات من الشعراء اللاتينيين.
- 1893 - عينات من المأساة اليونانية:
- Euripides. 1894 - عينات من المأساة اليونانية: إسخيلوس وسوفوكليس.
- 1896 - التخمينات في لغز الوجود، ومقالات أخرى حول الموضوعات ذات الصلة.
- 1899 - شكسبير: الرجل.
- 1899 - المملكة المتحدة: تاريخ سياسي.
- 1901 - الكومنولث أم الإمبراطورية؟
- 1902 - في محكمة التاريخ.
- 1903 - مؤسس العالم المسيحي.
- 1904 - الأيام الأولى لكورنيل.
- 1904 - خطوط الاستفسار الديني.
- 1904 - ذاكرتي لجلادستون.
- 1905 - التاريخ الايرلندي والمسألة الايرلندية.
- 1906 - في البحث عن الضوء.
- 1906 - العمل ورأس المال.
- 1908 - لا ملجأ إلا في الحقيقة.
- 1910 - ذكريات.

## روابط خارجية
- الوفيات: نيويورك تريبيون ، الطلب
- مؤلفات جولدوين سميث في مشروع غوتنبرغ
- Works by or about Goldwin Smith
- يعمل بواسطة Goldwin Smith في Hathi Trust
- يعمل بواسطة Goldwin Smith في Europeana
- أعمال جولدوين سميث نسخة محفوظة 11 نوفمبر 2021 على موقع واي باك مشين. في مكتبة الحرية على الإنترنت
- تاريخ كامبريدج للأدب الإنجليزي والأمريكي: جولدوين سميث
- سيرة ذاتية في قاموس السيرة الكندية على الإنترنت
- جولدوين سميث في الحرب
- أسطورة جولدوين
- لوحات تورنتو التاريخية: جولدوين سميث 1823-1910 نسخة محفوظة 26 أغسطس 2014 على موقع واي باك مشين.
- جمعية سانت جورج والسيد جولدوين سميث
- دليل إلى مجموعة Goldwin Smith حوالي عام 1860 في مركز أبحاث المجموعات الخاصة بجامعة شيكاغو